# Anay Tejeda
Anay Tejeda Quesada (L'Avana, 3 aprile 1983) è un'ex ostacolista e velocista cubana.

## Palmarès
| Anno | Manifestazione      | Sede           | Evento   | Risultato  | Prestazione | Note                                     |
| ---- | ------------------- | -------------- | -------- | ---------- | ----------- | ---------------------------------------- |
| 1999 | Mondiali allievi    | Bydgoszcz      | 100 m hs | Bronzo     | 13"45       |                                          |
| 2000 | Mondiali juniores   | Santiago       | 100 m hs | 7ª         | 13"38       | Miglior prestazione personale            |
| 2002 | Mondiali juniores   | Kingston       | 100 m hs | Oro        | 12"81       |                                          |
| 2003 | Giochi panamericani | Santo Domingo  | 100 m hs | 8ª         | 13"20       |                                          |
| 2004 | Mondiali indoor     | Budapest       | 60 m hs  | Batteria   | 8"18        |                                          |
| 2004 | Giochi olimpici     | Atene          | 100 m hs | Batteria   | 13"24       |                                          |
| 2005 | Mondiali            | Helsinki       | 100 m hs | Semifinale | 12"95       |                                          |
| 2005 | Universiadi         | Smirne         | 100 m hs | 5ª         | 13"33       |                                          |
| 2006 | Mondiali indoor     | Mosca          | 60 m hs  | Semifinale | 8"25        |                                          |
| 2006 | Giochi CAC          | Cartagena      | 100 m hs | Oro        | 12"86       |                                          |
| 2006 | Giochi CAC          | Cartagena      | 4x100 m  | Oro        | 43"29       |                                          |
| 2007 | Giochi panamericani | Rio de Janeiro | 100 m hs | 5ª         | 12"95       |                                          |
| 2007 | Giochi panamericani | Rio de Janeiro | 4x100 m  | Bronzo     | 43"62       |                                          |
| 2007 | Mondiali            | Osaka          | 100 m hs | Semifinale | 12"89       |                                          |
| 2008 | Mondiali indoor     | Valencia       | 60 m hs  | Bronzo     | 7"98        |                                          |
| 2008 | Campionati CAC      | Cali           | 100 m hs | Oro        | 12"61       |                                          |
| 2008 | Giochi olimpici     | Pechino        | 100 m hs | Semifinale | dnf         |                                          |
| 2009 | Campionati CAC      | Cali           | 100 m hs | Oro        | 12"95       |                                          |
| 2009 | Mondiali            | Berlino        | 100 m hs | Semifinale | 12"82       | Miglior prestazione personale stagionale |
| 2010 | Mondiali indoor     | Doha           | 60 m hs  | 4ª         | 7"91        |                                          |